# Järnbäckens naturreservat
Järnbäckens naturreservat är ett naturreservat i Krokoms kommun i Jämtlands län.
Området är naturskyddat sedan 2024 och är 131 hektar stort. Reservatet ligger nordväst om Kaxås och består av vattendraget omgiven av våtmarker, sumpskog och skogbevuxen fastmark.